# YOHIO
YOHIO (швед. Kevin Rehn; 12 липня 1995, Сундсвалль) — шведський Visual kei-виконавець, композитор, та письменник. Учасник Melodifestivalen 2013. Глашатай від Швеції на пісенному конкурсі Євробачення 2013

## Біографія
Народився у сім'ї рок-музикантів. З дитинства виявляв неабиякий хист до гри на фортепіано та гітарі, і з 6 років почав писати власну музику.  З 14 років YOHIO став учасником шведського visual kei гурту Seremedy, яка отримала популярність серед фанатів японської рок-культури. У складі Seremedy хлопець, використовуючи образ дівчини з аніме, виступав як гітарист на сценах Японії, Швеції та навіть Росії.  
У 2012 році YOHIO почав сольну кар’єру, записавши свій перший альбом «Reach the Sky».

### Melodifestivalen 2013
У 2013 році YOHIO вирішив брати участь у шведському пісенному конкурсі Melodifestivalen, переможець якого традиційно отримує право представляти Швецію на пісенному конкурсі Євробачення. Його пісня «Heartbreak Hotel», написана Йоханом Франсоном, Тобіасом Лунграном, Тімом Ларсоном та Хенріком Гьорансоном, була вперше виконана на сцені міста Карлскруна 2 лютого 2013 року, після чого YOHIO потрапив до фіналу. 9 березня 2013 року у фіналі «Melodifestivalen» YOHIO обійняв 2 місце, ставши переможцем серед голосування глядачів, але отримавши 9 місце від міжнародного журі.

### Melodifestivalen 2014
Після шаленого успіху, який приніс хлопцю «Melodifestivalen» 2013 року, YOHIO вирішив брати участь у найпопулярнішому шведському пісенному конкурсі й 2014 року. Юнак разом з відомими композиторами, Андреасом Йонсаном, Йоханом Л’янфером та Петером Квінтом, написав пісню «To the End», яку представить 1 лютого 2014 року на сцені міста Мальме під час першого півфіналу.
1 лютого 2014 року переміг у першому півфіналі  «Melodifestivalen-2014» . 8 березня 2014 року, у гранд-фіналі, хлопець змагався за право представляти свою країну на пісенному конкурсі Євробачення 2014, але посів лише 6 місце.
В одному з інтерв’ю співак висловився стосовно небажання повертатися на фестиваль 2015 року.

## Видеография

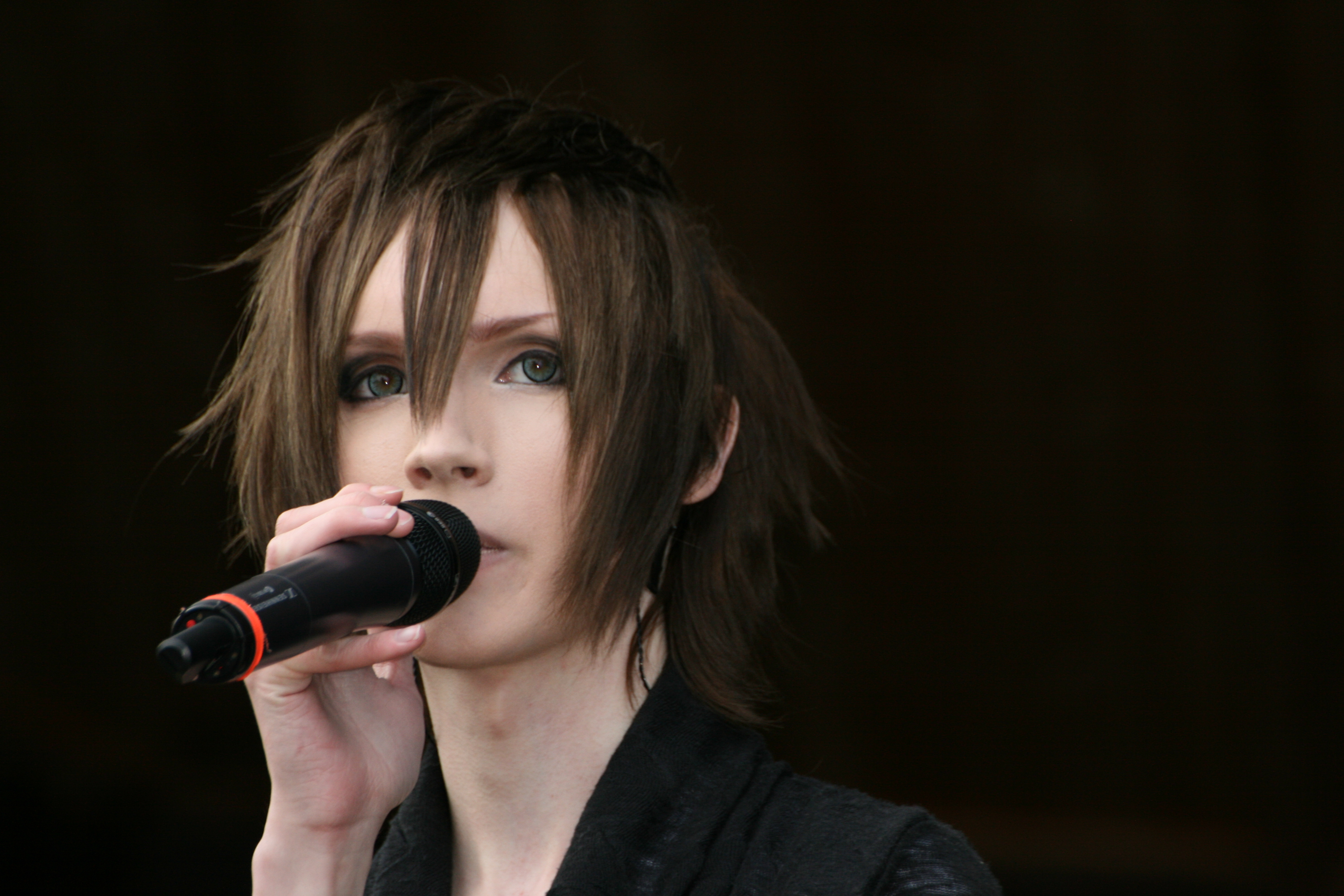
YOHIO виступає на "Orsa Camping", 2014 рік

| Рік  | Пісня                                                   | Режисер      | Примітка                                                                                       |
| ---- | ------------------------------------------------------- | ------------ | ---------------------------------------------------------------------------------------------- |
| 2012 | Our Story [Архівовано 1 лютого 2014 у Wayback Machine.] | Yousef Bilal |                                                                                                |
| 2012 | Sky Limit [Архівовано 3 лютого 2014 у Wayback Machine.] |              |                                                                                                |
| 2013 | Heartbreak Hotel                                        | Yousef Bilal | Зйомки кліпу проходили в столиці Японії, Токіо, за участі японської v-rock виконавиці MITSUKI. |
| 2013 | Revolution (Japanese version)                           | Yousef Bilal |                                                                                                |

## Дискографія
- 25 квітня 2012 - Міні-альбом "REACH the SKY"
- 27 березня 2013 - Альбом "Break the Border"  [Архівовано 24 грудня 2013 у Wayback Machine.]YOHIO перед виступом на "Allsång på Skansen", 2013 рік

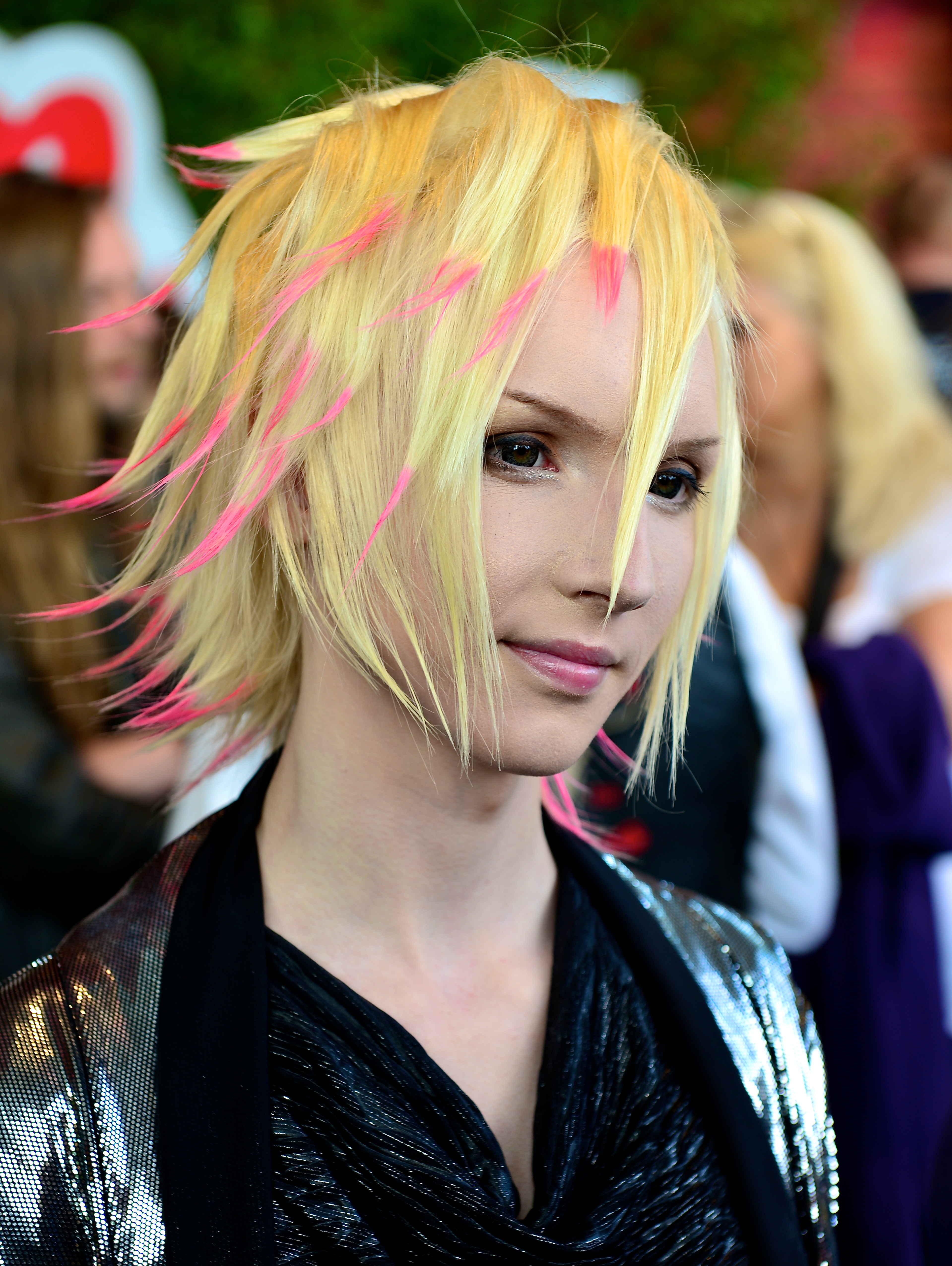
YOHIO перед виступом на "Allsång på Skansen", 2013 рік

- 19 березня 2014 - Альбом "Together We Stand Alone"

## Singles
- 2013 - "Sky Limit"
- 2013 - "Our Story"
- 2013 - "Heartbreak Hotel"
- 2013 - "Himlen är oskyldigt blå"
- 2013 - "You're The One"
- 2013 - "Welcome to the City"
- 2014 - "To The End"
- 2014 - "Rocket"

## Цікаві факти
- З 10 років захоплюється японською культурою. Своє захоплення юнак пов’язує з тим, що протягом дитинства від був палким фанатом аніме та visual kei.
- Взірцем для себе YOHIO називає діяльність гуртів «Versailles», «Galneryus», «Malice Mizer» та «Babymetal».
- Наприкінці 2013 року YOHIO разом з відомою у Швеції та Європі компанією «FACE» випустив власний парфум.
- Юнак протягом останніх років пише книгу у жанрі фентезі, не розголошуючи деталі.
- YOHIO виступає проти дискримінації творчих людей. Також він є борцем проти деградації молоді, і, пропагуючи читання книг та навчання, бажає змінити світ.
- Вільно володіє англійською та японською мовами, а також вивчає корейську.
- Хлопець страждає на вроджену аномальну хворобу, у зв’язку з якою не відчуває голоду.